# Clavipalpus whymperi
Clavipalpus whymperi är en skalbaggsart som beskrevs av Bates 1891. Clavipalpus whymperi ingår i släktet Clavipalpus och familjen Melolonthidae. Utöver nominatformen finns också underarten C. w. chimborazonus.